# Semovente da 149/40
Semovente da 149/40 — итальянская тяжёлая самоходная артиллерийская установка времён Второй мировой войны. Был выпущен всего один экземпляр, который находится сейчас в Артиллерийско-техническом музее США.

## История
Самоходная артиллерийская установка начала строиться в апреле 1942 года. Орудие этой самоходки считалось сильнейшим орудием итальянских войск. Для его установки было решено использовать ходовую часть танка M15/42 или P26/40. Конструкция шасси походила на конструкцию чехословацкого танка LT vz.35, однако компоновка была оригинальной (двигатель был в средней части корпуса). Пушка ничем не защищалась, только была закреплена двумя упорами для предотвращения откатов. Бронирование было относительно слабым: лоб корпуса — 25 мм, борт — 15 мм, корма — 6 мм.
Работы над Semovente da 149/40 закончились только в августе 1943 года незадолго до подписания перемирия с союзниками. Проект поддержали представители макетной комиссии, которые признали самоходку отличным экономным вариантом (снижались расходы горючего, повышалась стабильность и время перезарядки). В конце 1943 года самоходку закончили собирать, но Италия уже была разделена на две части. Немцы отправили прототип на полигон в Хиллерслебен, где ей присвоили обозначение «Gepanzerte Selbstfahrlafette M43 fur 15/42 854(i)».  Semovente da 149/40 оказалась последней САУ, построенной в Италии в годы войны.
Весной 1945 года американская военная миссия под руководством полковника Джарретта обнаружила Semovente da 149/40 и приняла решение отправить её в США. Машина произвела неплохое впечатление на американцев, после чего Semovente da 149/40 доставили в музей, где она находится до настоящего времени.

## Боевое применение
В 1944 году на "Линии Готик" при атаке американо-британских войск Semovente da 149/40 произвела 3 выстрела по американской роте, уничтожив 1 танк М4А1 Sherman и 34 пехотинца.